# Merville, Nord
Merville là một xã ở tỉnh Nord ở miền bắc nước Pháp. Xã này có diện tích 26,96 kilômét vuông, dân số năm 1999 là 8903 người. Xã nằm ở khu vực có độ cao trung bình 17 mét trên mực nước biển.